# Fagus

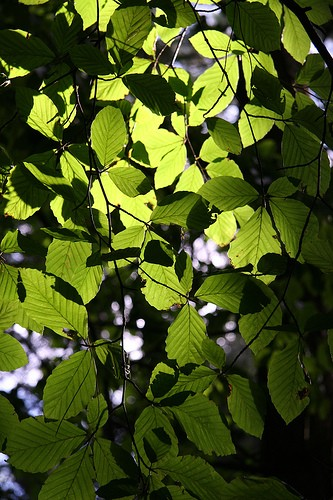
Haya europea.

Fagus es un género de árboles caducifolios de la familia de las fagáceas, nativos de las zonas templadas de Europa, Asia y Norteamérica, llamados comúnmente hayas. Tiene diez especies. 

## Descripción

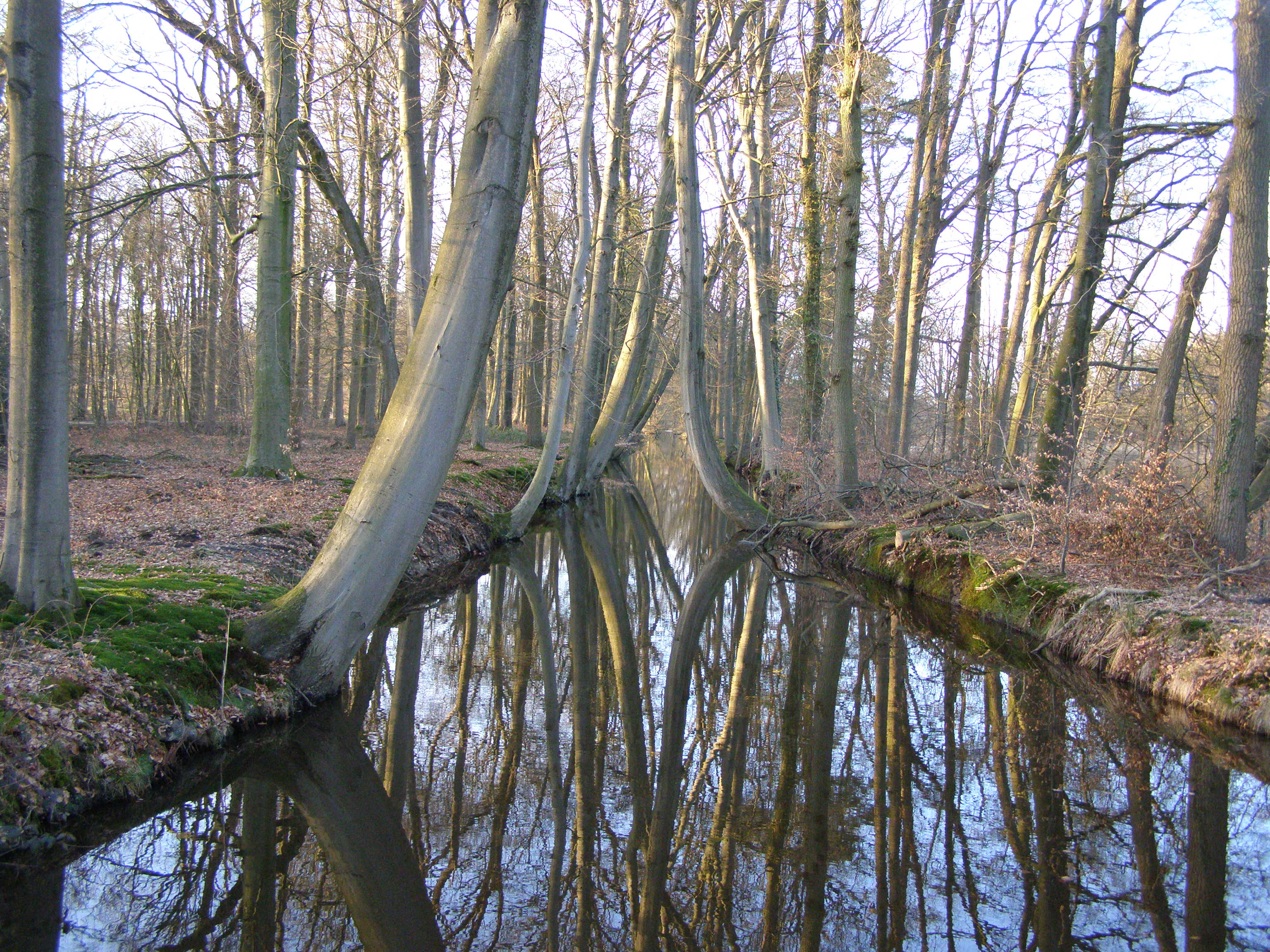
Hayas de troncos curvados, a la orilla de un canal en Bélgica.

Son árboles altos y longevos, de porte anchamente cilíndrico si crecen aislados. El tronco suele ser recto, no ramificado. La corteza es lisa. Las hojas son enteras o escasamente dentadas, de 5 a 15 cm de largo y de 4 a 10 cm de ancho con un pecíolo corto. Las flores, llamadas "friz", son unisexuales, sin corola; las masculinas son péndulas, con un pedúnculo largo, mientras que las femeninas, provistas de un pedúnculo más corto, son erectas. Ambas aparecen en las axilas de las hojas, en la primavera, una vez que las hojas nuevas se despliegan. Se polinizan por el viento (véase anemofilia). El fruto, llamado hayuco, es pequeño (de 10 a 15 mm de largo), contiene dos semillas de forma piramidal, envueltas en una cúpula cerrada cubierta de cerdas, que en la madurez se abre en cuatro partes y deja caer las semillas. Es comestible, aunque por su contenido de tanino puede ser algo áspero o amargo si está crudo; tostado tiene un sabor que recuerda al de las avellanas.

## Taxonomía
El género fue descrito por Carlos Linneo y publicado en Species Plantarum 2: 997. 1753.
Etimología
Fagus: nombre genérico latino que se remonta a una antigua raíz indoeuropea que encuentra parentesco en el griego antiguo φηγός phēgós "tipo de roble".

## Especies
- Fagus crenata Bl. (sin. Fagus sieboldii Endl.) - haya japonesa
- Fagus engleriana
- Fagus grandifolia Ehrh. - haya americana
  - Fagus grandifolia subsp. grandifolia
  - Fagus grandifolia subsp. mexicana
- Fagus hayatae
- Fagus japonica
- Fagus longipetiolata
- Fagus lucida
- Fagus mexicana
- Fagus moesiaca - haya balcánica[4]
- Fagus orientalis - haya oriental
- Fagus sylvatica L. - haya común
  - Fagus sylvatica tortuosa
  - Grupo de Fagus sylvatica 'Pendula' - hayas lloronas
  - Grupo de Fagus sylvatica 'Purpurea' - hayas rojas o púrpuras

## Distribución y hábitat

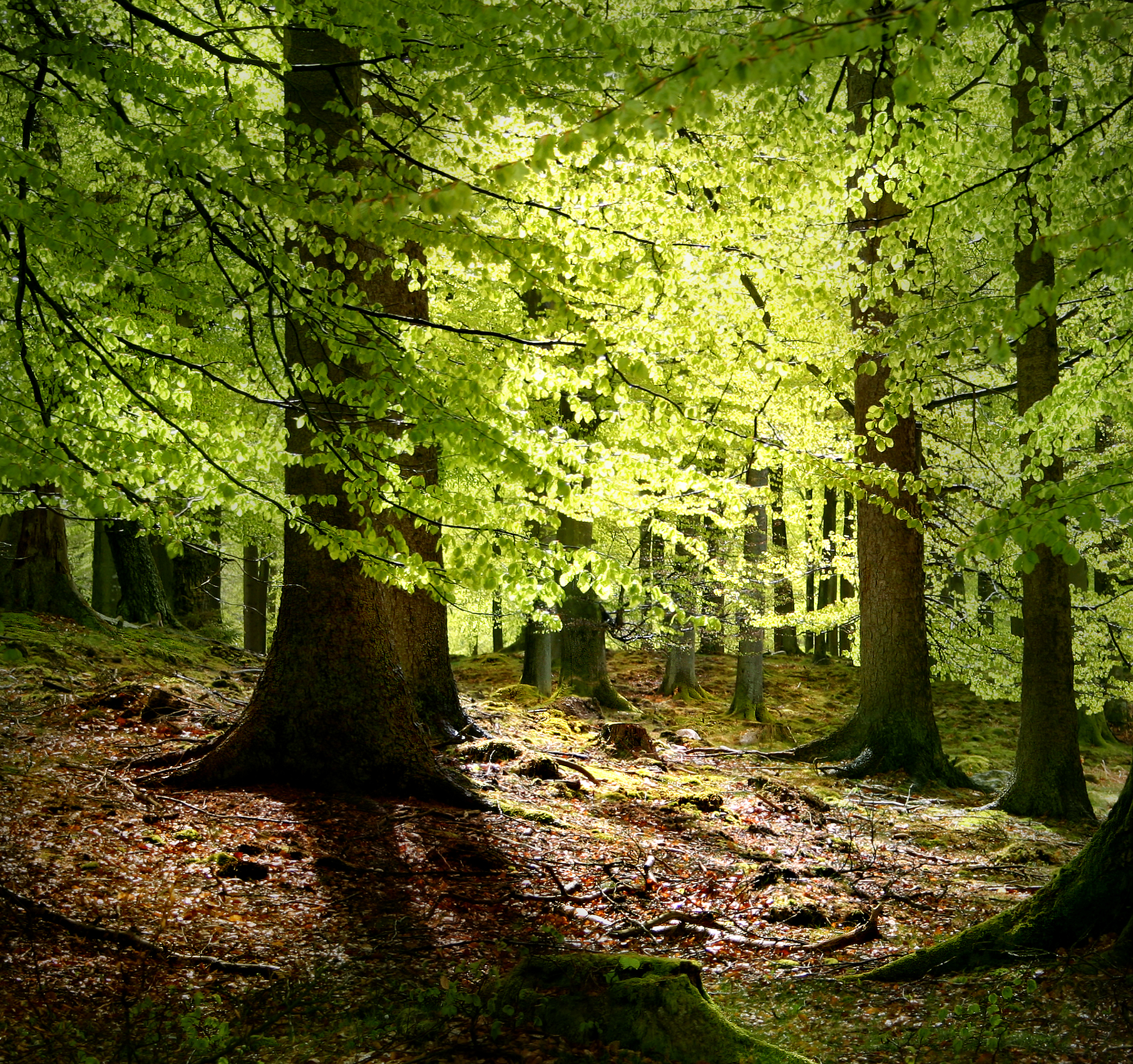
Haya europea (Fagus sylvatica).

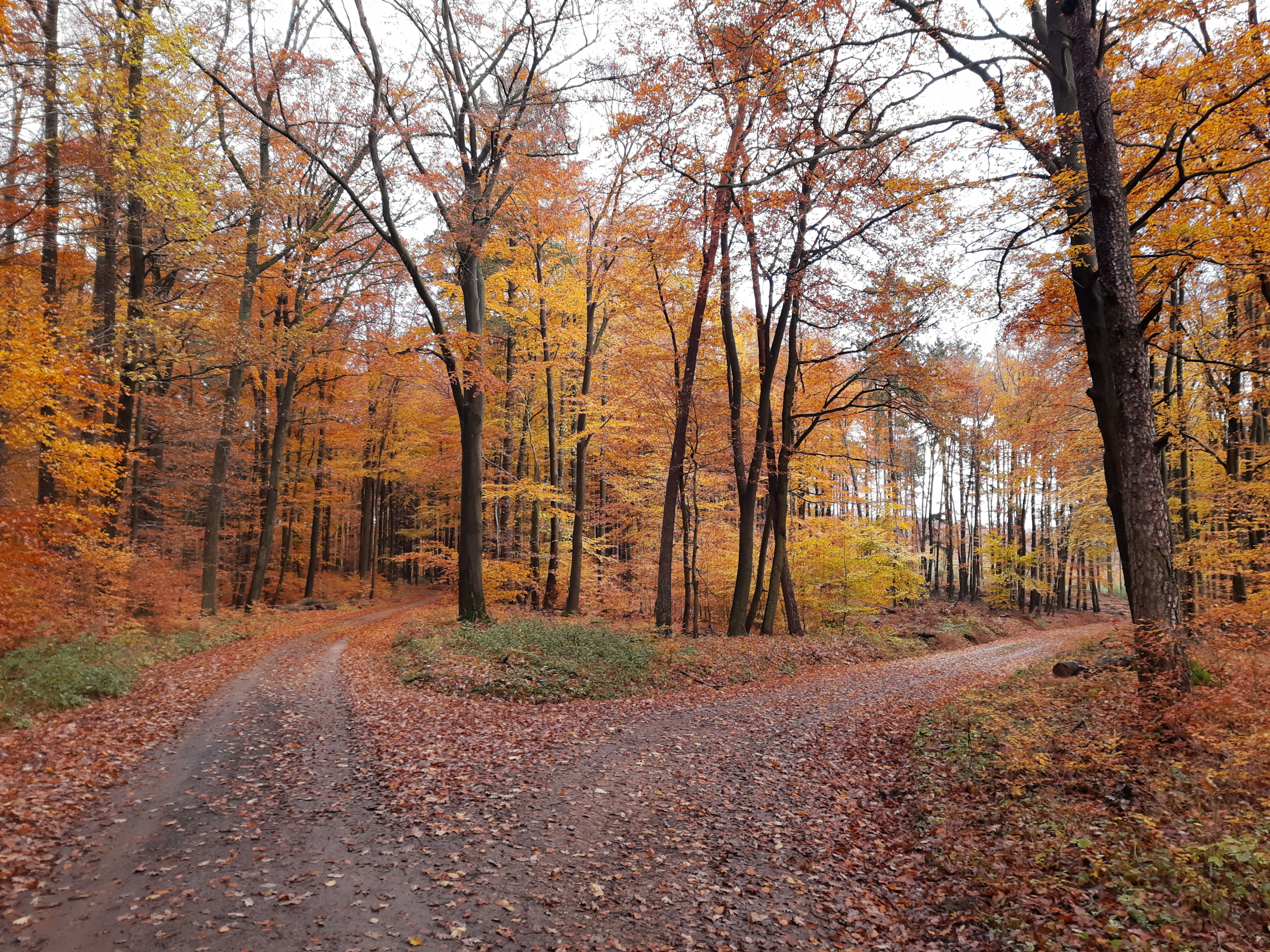
Hayas en Ehrenbach, Alemania.

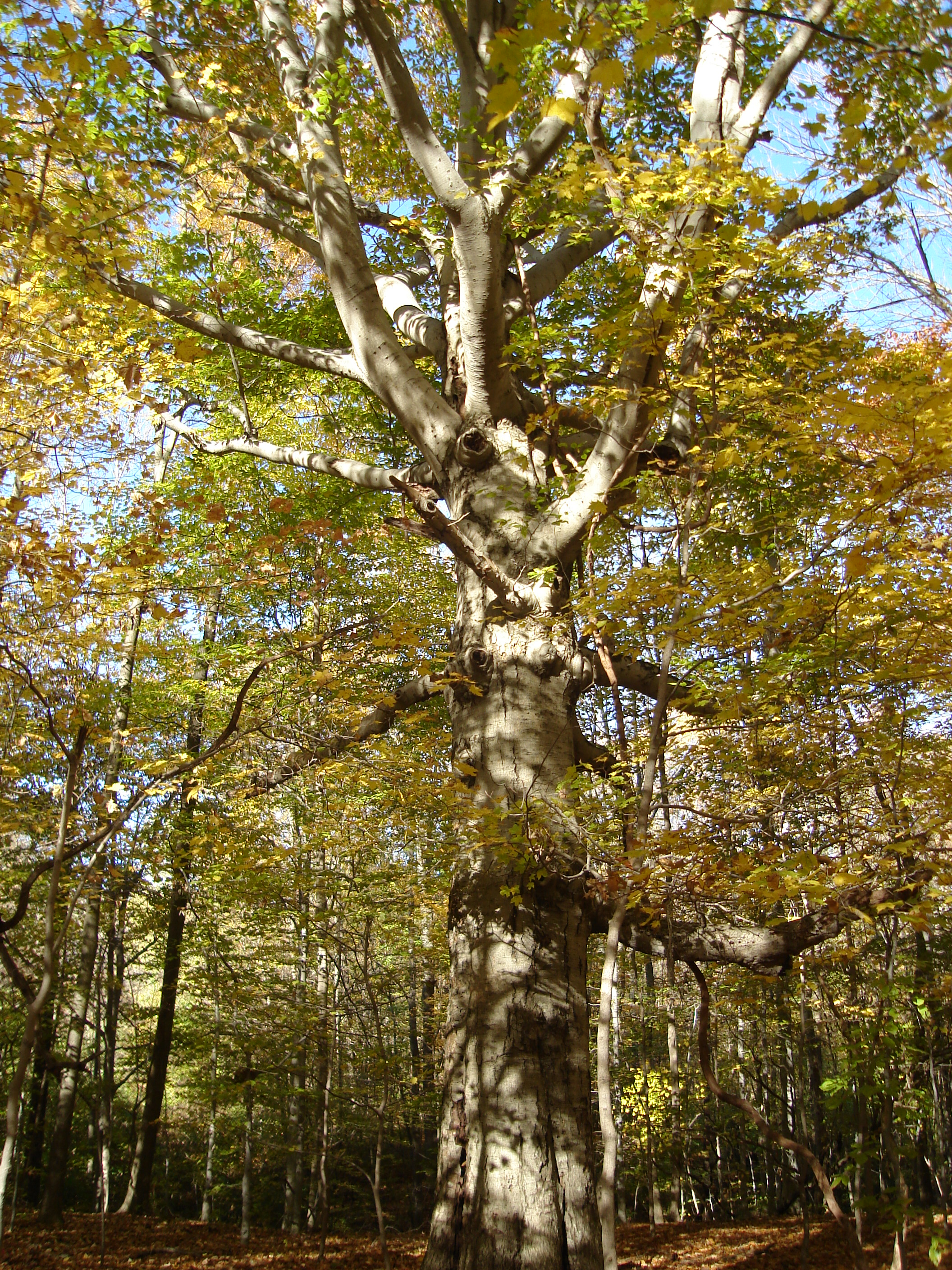
Haya norteamericana, vista en otoño.

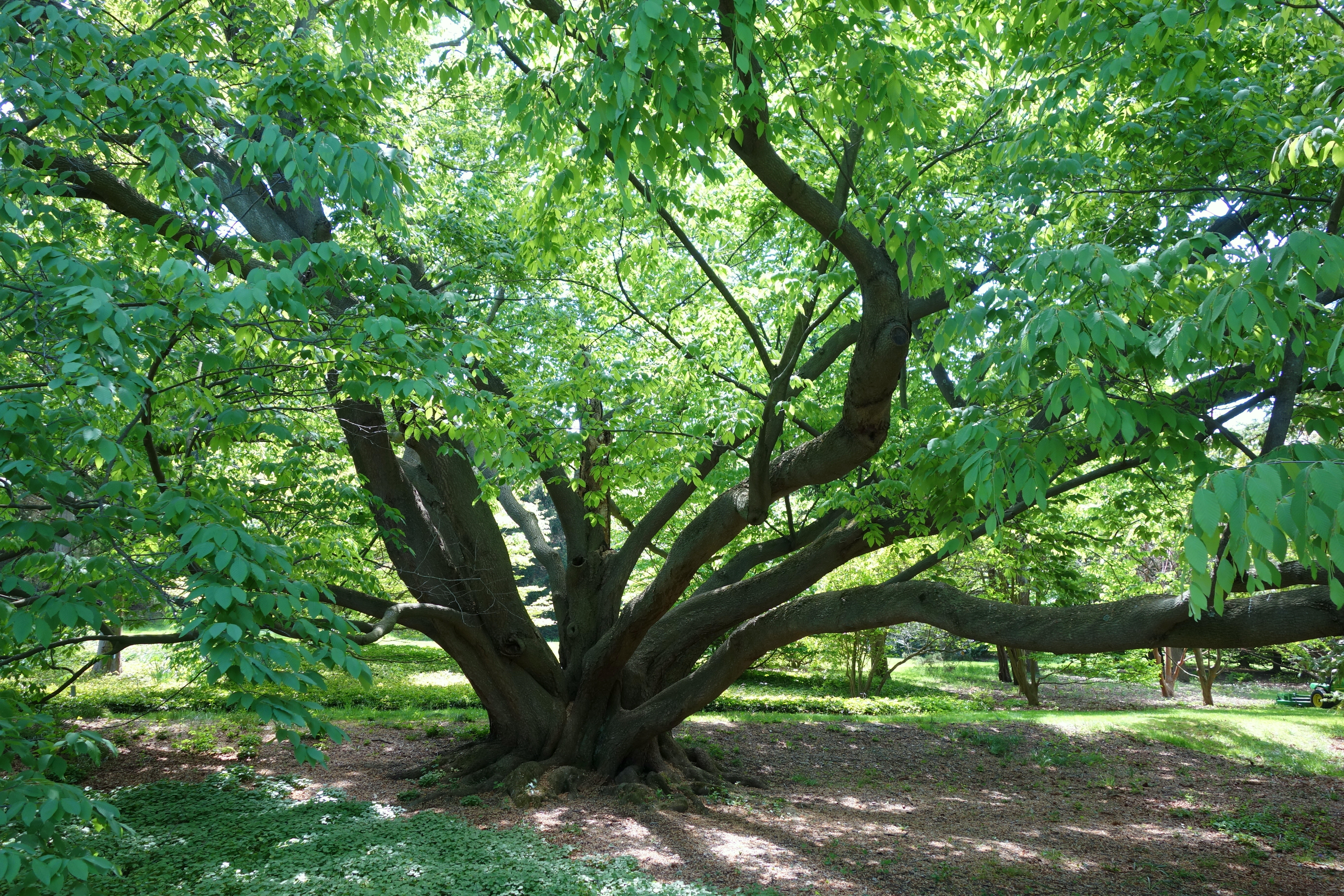
Haya china (Fagus engleriana').

### Gran Bretaña e Irlanda
Fagus sylvatica fue una especie que llegó tarde a Gran Bretaña después de la última glaciación, y puede haberse limitado a los suelos básicos del sur de Inglaterra. Algunos sugieren que fue introducida por tribus neolíticas que plantaron los árboles por sus nueces comestibles. El haya está clasificada como nativa en el sur de Inglaterra y como no nativa en el norte, donde a menudo se elimina de los bosques "nativos". Grandes zonas de los Chilterns están cubiertas de bosques de hayas, que son el hábitat de la campanilla común y de otra flora. La Reserva Natural Nacional de Cwm Clydach en el sureste de Gales fue designada por sus bosques de hayas, que se cree que se encuentran en el límite occidental de su área de distribución natural en este escarpado desfiladero de piedra caliza.
El haya no es autóctona de Irlanda; sin embargo, se plantó ampliamente a partir del siglo XVIII y puede convertirse en un problema que haga sombra al sotobosque del bosque autóctono.
Hoy en día, el haya está muy plantada como seto y en los bosques de hoja caduca, y los rodales maduros y en regeneración se dan en toda Gran Bretaña continental a elevaciones inferiores a unos 650 m (2100 pies). El seto más alto y largo del mundo (según Guinness World Records) es el Meikleour Beech Hedge en Meikleour, Perth and Kinross, Escocia.

### Europa continental
El Fagus sylvatica es uno de los árboles de frondosas más comunes en el centro-norte de Europa, constituyendo en Francia por sí solo alrededor del 15% de todas las no-coníferas. En Europa del Este también se encuentra el menos conocido haya oriental (F. orientalis) y el haya de Crimea (F. taurica).
Como árbol forestal de crecimiento natural, el haya marca la importante frontera entre la zona del bosque caducifolio europeo y la zona del pinar septentrional. Esta frontera es importante para la fauna y la flora.
En Dinamarca y Escania, en la cima más meridional de la península escandinava, al suroeste del límite natural del abeto, es el árbol forestal más común.  Crece de forma natural en Dinamarca y el sur de Noruega y Suecia hasta unos 57-59°N. Las hayas de crecimiento natural (no plantadas) más septentrionales que se conocen se encuentran en un pequeño bosquecillo al norte de Bergen en la costa occidental de Noruega. Cerca de la ciudad de Larvik se encuentra el mayor hayedo natural de Noruega, Bøkeskogen.
Algunas investigaciones sugieren que los primeros modelos de agricultura favorecieron la propagación del haya en la Europa continental. Las investigaciones han vinculado el establecimiento de rodales de haya en Escandinavia y Alemania con el cultivo y la perturbación por fuego, es decir, con las primeras prácticas agrícolas. Otras zonas con una larga historia de cultivo, como Bulgaria, no muestran este patrón, por lo que aún no está claro hasta qué punto la actividad humana ha influido en la propagación de las hayas.
Los bosques primitivos de hayas de los Cárpatos son también un ejemplo de bosque singular, completo y exhaustivo dominado por una sola especie de árbol: el haya. La dinámica de los bosques se desarrolló aquí sin interrupción ni interferencia desde la última edad de hielo. En la actualidad, se encuentran entre los últimos hayedos puros de Europa que documentan la repoblación postglacial inalterada de la especie, que incluye también la existencia ininterrumpida de animales y plantas típicos. Estos bosques vírgenes de hayas, junto con otros similares en 12 países de Europa continental, fueron inscritos en la Patrimonio Mundial de la UNESCO en 2007.

## Usos

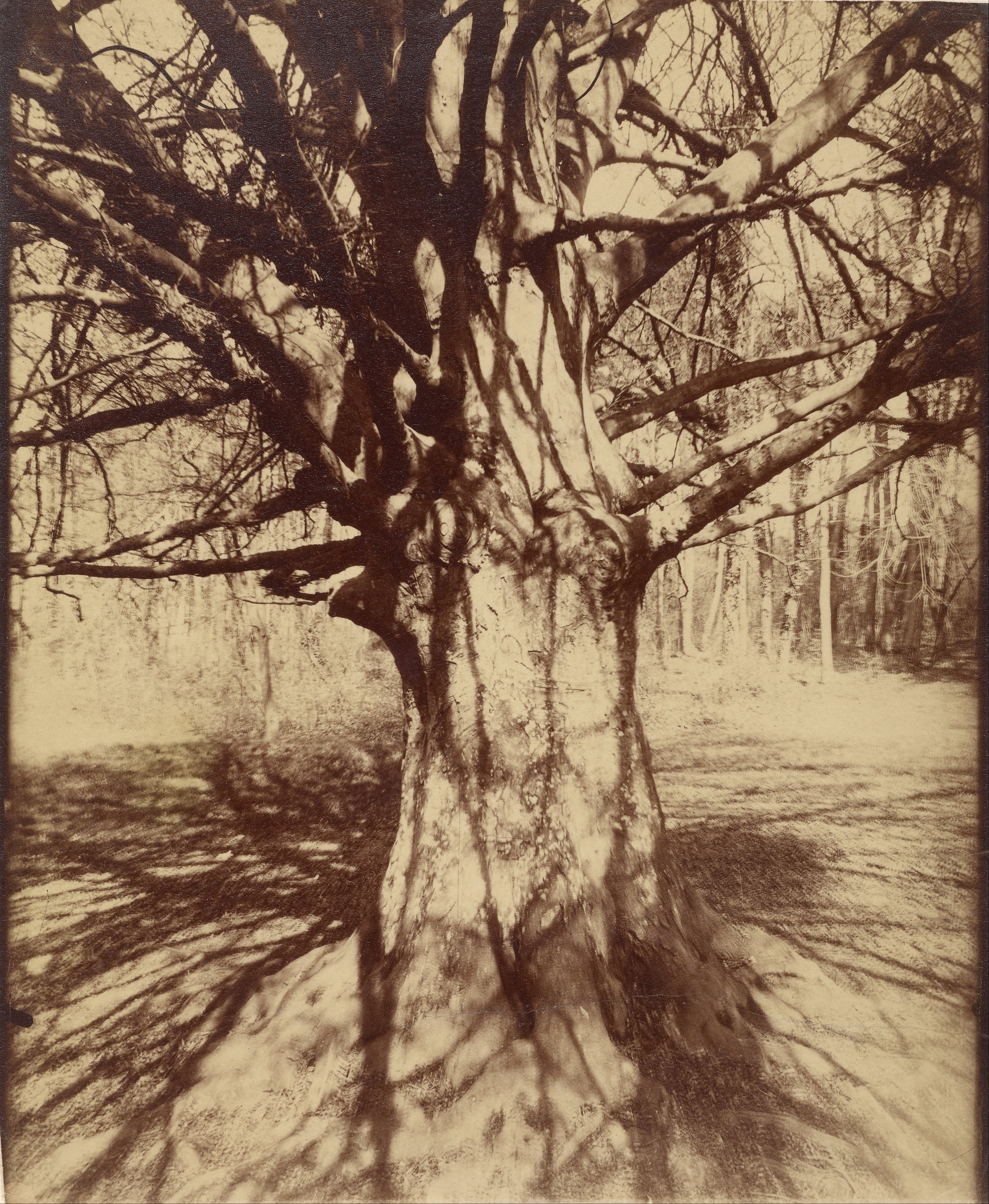
Beech Tree fotografiado por Eugène Atget, circa 1910-1915.

La madera de haya es una excelente leña, se parte fácilmente y arde durante muchas horas con llamas brillantes, pero tranquilas. Los listones de madera de haya se lavan con sosa cáustica para eliminar cualquier característica de sabor o aroma y se extienden por el fondo de los tanques de fermentación de la cerveza Budweiser. Esto proporciona una superficie compleja en la que la levadura puede asentarse, para que no se amontone, evitando la autólisis de la levadura que contribuiría a los malos sabores de la cerveza.[cita requerida] Los troncos de haya se queman para secar la malta utilizada en las cervezas ahumadas alemanas. El haya también se utiliza para ahumar el jamón de Westfalia, tradicional andouille (un embutido de despojos) de Normandía, y algunos quesos.
Algunos tambores se fabrican con haya, que tiene un tono entre los del arce y el abedul, las dos maderas más populares para tambores.
El textil modal es un tipo de rayón a menudo fabricado íntegramente con celulosa reconstituida de madera de haya despulpada.
La especie europea Fagus sylvatica produce una madera útil que es resistente pero dimensionalmente inestable. Pesa alrededor de 720 kg por metro cúbico y se utiliza ampliamente para la construcción de muebles y carcasas, suelos e ingeniería, en contrachapado y en artículos domésticos como platos, pero raramente como madera decorativa. La madera puede utilizarse para construir chalets, casas y cabañas de madera.
La madera de haya se utiliza para las culatas de los rifles militares cuando las maderas tradicionalmente preferidas, como nuez, son escasas o no están disponibles, o como alternativa de menor coste.
El fruto comestible del haya, conocido como hayuco, baya o gazabi, se encuentra en pequeños abrojos que caen del árbol en otoño. Son pequeños, aproximadamente triangulares y comestibles, con un sabor amargo, astringente o, en algunos casos, suave y parecido al de las nueces. Según el estadista romano Plinio el Viejo en su obra Historia Natural, el hayuco era consumido por los habitantes de Quíos cuando la ciudad era asediada, escribiendo sobre el fruto: "el del haya es el más dulce de todos; tanto es así que, según Cornelio Alejandro, los habitantes de la ciudad de Quíos, cuando eran asediados, se mantenían enteramente de mástil". Las hojas se pueden empapar en licor para obtener un licor verde/amarillo claro. También se pueden tostar y pulverizar para obtener un adecuado sustituto del café.
En la antigüedad, la corteza del haya fue utilizada por los pueblos indoeuropeos para fines relacionados con la escritura, especialmente en el contexto religioso. Las tablillas de madera de haya eran un material de escritura común en las sociedades germánicas antes del desarrollo del papel. El inglés antiguo bōc  tiene el sentido primario de "haya" pero también un sentido secundario de "libro", y es de bōc de donde deriva la palabra moderna. En alemán moderno, la palabra para "libro" es Buch, con Buche que significa "haya". En holandés moderno, la palabra para "libro" es boek, con beuk que significa "haya". En sueco, estas palabras son las mismas, bok significa tanto "haya" como "libro". Existe una relación similar en algunas lenguas eslavas. En ruso y búlgaro, la palabra para haya es бук (buk), mientras que la de "letra" (como en una letra del alfabeto) es буква (bukva), mientras que serbocroata y esloveno utilizan "bukva" para referirse al árbol.
El pigmento bistre se hacía a partir del hollín de la madera de haya.
El rastrillaje de hojarasca de haya como sustituto de la paja en la cría de animales era una antigua práctica no maderera en la gestión de los bosques que en su día se llevó a cabo en zonas de Suiza en el siglo XVII. El haya ha sido catalogada como una de las 38 plantas cuyas flores se utilizan para preparar remedios florales de Bach.